# Laraine Day
Laraine Day, pseudonimo di La Raine Johnson (Roosevelt, 13 ottobre 1920 – Ivins, 10 novembre 2007), è stata un'attrice statunitense.

## Biografia e carriera
Discendente di un importante leader dei Mormoni, si trasferì con la famiglia da Roosevelt nello Utah, suo luogo di nascita, in California dove diede inizio alla sua carriera di attrice con i Long Beach Players. Nel 1937 debuttò sul grande schermo con una piccola parte nel film Amore sublime di King Vidor, passando successivamente a ruoli più importanti in alcuni western prodotti dalla RKO Pictures e interpretati da George O'Brien, in cui recitò prima con il nome d'arte di Laraine Hays e quindi con quello di Laraine Johnson.

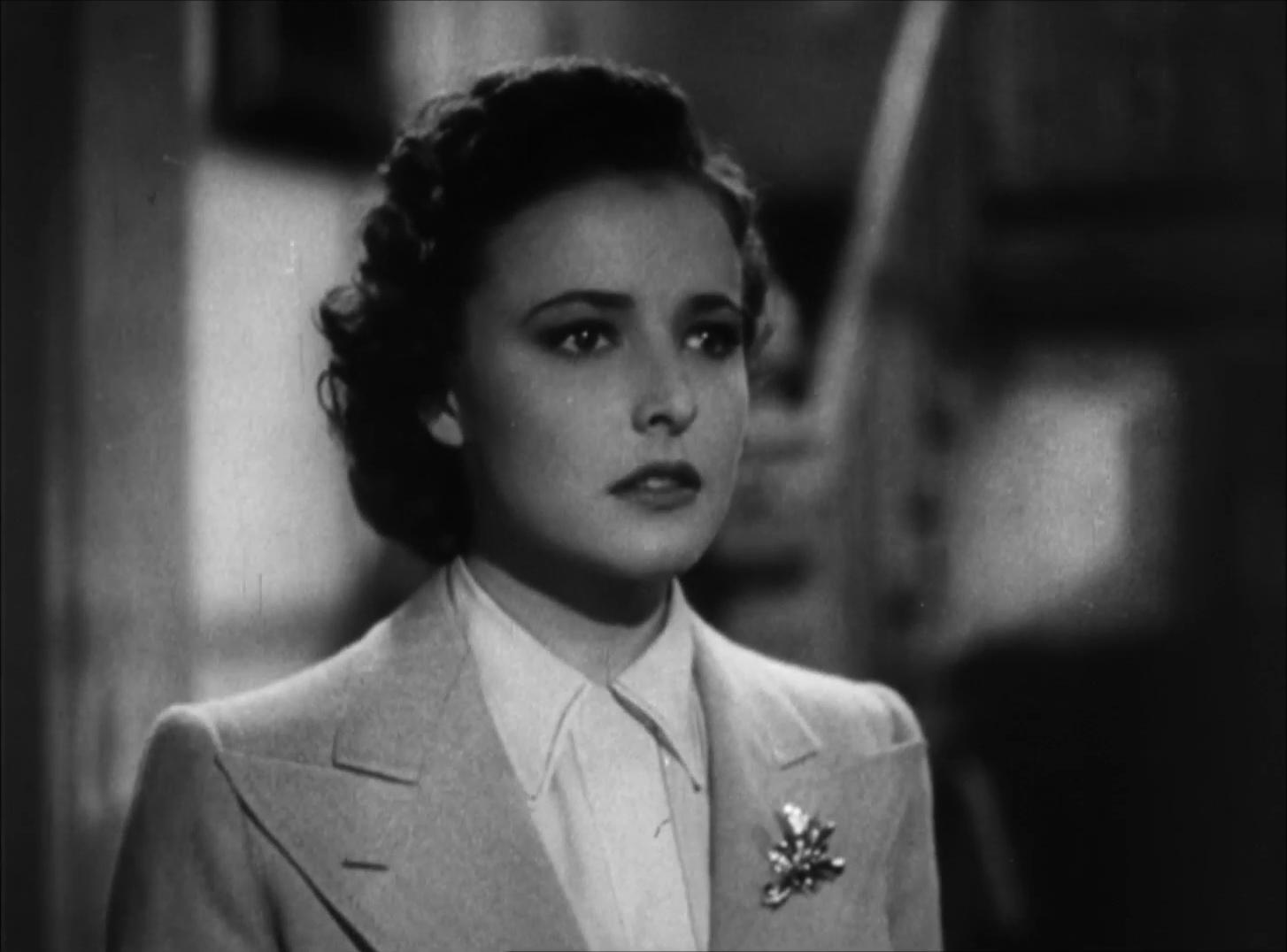
Laraine Day in Il prigioniero di Amsterdam (1940)

Nel 1939 firmò un contratto con la MGM, avviandosi a divenire assai popolare e famosa anche grazie al ruolo dell'infermiera Mary Lamont nei sette film della serie Dottor Kildare cui prese parte. Alfred Hitchcock la chiamò per il ruolo di Carol nel giallo Il prigioniero di Amsterdam (1940), accanto a Joel McCrea. Nel 1943 fu la volta della commedia La dama e l'avventuriero (1943), accanto a Cary Grant e, negli anni successivi, l'attrice recitò a fianco di altri importanti divi dell'epoca, come Robert Mitchum e Brian Aherne ne Il segreto del medaglione (1946) di John Brahm, John Wayne in La grande conquista (1947), Clark Gable e Lana Turner in La lunga attesa (1948).
Nel 1951 fu protagonista dello show televisivo Daydreaming with Laraine (poi chiamato The Laraine Day Show), mentre negli anni sessanta le sue apparizioni cinematografiche e televisive si diradarono, anche dopo il suo secondo matrimonio e la nascita dei due figli; l'attrice si dedicò alla famiglia e alla Chiesa di Gesù Cristo dei santi degli ultimi giorni, di cui era devota.
Fece parte della Motion Picture Alliance for the Preservation of American Ideals, di ispirazione anticomunista.
Morì il 10 novembre 2007, all'età di 87 anni, per cause naturali.

## Filmografia

### Cinema
- Amore sublime (Stella Dallas), regia di King Vidor (1937)
- Scandal Street, regia di James P. Hogan (1938)
- Border G-Man, regia di David Howard (1938)
- Painted Desert, regia di David Howard (1938)
- Arizona Legion, regia di David Howard (1939)
- Il sergente Madden (Sergeant Madden), regia di Josef von Sternberg (1939)
- La difficile prova del dottor Kildare (Calling Dr. Kildare), regia di Harold S. Bucquet (1939)
- Il figlio di Tarzan (Tarzan Finds a Son!), regia di Richard Thorpe (1939)
- Think First, regia di Roy Rowland (1939)
- Il segreto del dottor Kildare (The Secret of Dr. Kildare), regia di Harold S. Bucquet (1939)
- Questa donna è mia (I Take This Woman), regia di W. S. Van Dyke (1940)
- Figlio, figlio mio (My Son, My Son!), regia di Charles Vidor (1940)
- And One Was Beautiful, regia di Robert B. Sinclair (1940)
- Lo strano caso del dottor Kildare (Dr. Kildare's Strange Case), regia di Harold S. Bucquet (1940)
- Il prigioniero di Amsterdam (Foreign Correspondent), regia di Alfred Hitchcock (1940)
- Il dottor Kildare torna a casa (Dr. Kildare Goes Home), regia di Harold S. Bucquet (1940)
- La crisi del dottor Kildare (Dr. Kildare's Crisis), regia di Harold S. Bucquet (1940)
- Il processo di Mary Dugan (The Trial of Mary Dugan), regia di Norman Z. McLeod (1941)
- Pancho il messicano (The Bad Man), regia di Richard Thorpe (1941)
- Il dottor Kildare sotto accusa (The People Vs. Dr. Kildare), regia di Harold S. Bucquet (1941)
- Il dottor Kildare si sposa (Dr. Kildare's Wedding Day), regia di Harold S. Bucquet (1941)
- Unholy Partners, regia di Mervyn LeRoy (1941)
- Kathleen, regia di Harold S. Bucquet (1941)
- A Yank on the Burma Road, regia di George B. Seitz (1942)
- Dr. Kildare's Victory, regia di W.S. Van Dyke (1942)
- Follia scatenata (Fingers at the Window), regia di Charles Lederer (1942)
- Mister Gardenia Jones, regia di George B. Seitz (1942)
- Journey for Margaret, regia di W.S. Van Dyke (1942)
- La dama e l'avventuriero (Mr. Lucky), regia di H.C. Potter (1943)
- La storia del dottor Wassell (The Story of Dr. Wassell), regia di Cecil B. DeMille (1944)
- Le sorprese dell'amore (Bride by Mistake), regia di Richard Wallace (1944)
- Dinamite bionda (Keep Your Powder Dry), regia di Edward Buzzell (1945)
- Scintille tra due cuori (Those Endearing Young Charms), regia di Lewis Allen (1945)
- Il segreto del medaglione (The Locket), regia di John Brahm (1946)
- La grande conquista (Tycoon), regia di Richard Wallace (1947)
- La cara segretaria (My Dear Secretary), regia di Charles Martin (1948)
- Lo schiavo della violenza (The Woman on Pier 13), regia di Robert Stevenson (1949)
- Without Honor, regia di Irving Pichel (1949)
- Prigionieri del cielo (The High and the Mighty), regia di William A. Wellman (1954)
- Il tigrotto (The Toy Tiger), regia di Jerry Hopper (1956)
- Ricatto a tre giurati (Three for Jamie Dawn), regia di Thomas Carr (1956)
- La terza voce (The 3rd Voice), regia di Hubert Cornfield (1960)

### Televisione
- General Electric Theater – serie TV, episodio 1x03 (1953)
- Screen Directors Playhouse – serie TV, episodi 1x07-1x17 (1955-1956)
- Celebrity Playhouse – serie TV, episodio 1x29 (1956)
- Climax! – serie TV, episodio 3x36 (1957)
- Pursuit – serie TV, episodio 1x04 (1958)
- Scacco matto (Checkmate) – serie TV, episodio 2x11 (1961)
- Follow the Sun – serie TV, episodio 1x28 (1962)
- The New Breed – serie TV, episodio 1x32 (1962)
- La legge di Burke (Burke's Law) – serie TV, episodio 1x08 (1963)
- L'ora di Hitchcock (The Alfred Hitchcock Hour) – serie TV, episodio 1x27 (1963)
- La signora in giallo (Murder, She Wrote) – serie TV, episodi 3x01-3x02 (1986)

## Doppiatrici italiane
- Rosetta Calavetta ne La dama e l'avventuriero, Figlio figlio mio, Il segreto del medaglione
- Lydia Simoneschi ne La storia del dottor Wassell, La cara segretaria
- Micaela Giustiniani in Dinamite bionda, La terza voce
- Dhia Cristiani in Ricatto a tre giurati, Il tigrotto
- Renata Marini ne Il prigioniero di Amsterdam
- Valeria Valeri ne La signora in giallo
- Roberta Paladini nel ridoppiaggio de Il segreto del medaglione
- Lorenza Biella nel ridoppiaggio de La grande conquista
- Cristina Boraschi nel ridoppiaggio de Lo schiavo della violenza